# Callistopteris superba
Callistopteris superba är en hinnbräkenväxtart som först beskrevs av James Backhouse och Thomas Moore, och fick sitt nu gällande namn av Ebihara och K. Iwats. Callistopteris superba ingår i släktet Callistopteris och familjen Hymenophyllaceae. Inga underarter finns listade.